# Mônica Hickmann Alves
Monica Hickmann Alves, conosciuta semplicemente come Mônica (Porto Alegre, 21 aprile 1987), è una calciatrice brasiliana, difensore del Madrid CFF e della nazionale brasiliana.

## Palmarès

### Club
- Campionato austriaco: 5

Neulengbach: 2007-2008, 2008-2009, 2009-2010, 2010-2011, 2011-2012
- Coppa d'Austria: 5

Neulengbach: 2007-2008, 2008-2009, 2009-2010, 2010-2011, 2011-2012

### Nazionale
- Campionato sudamericano femminile di calcio: 1

2014
- Torneio Internacional de Futebol Feminino: 2

2014, 2015
- Giochi panamericani: 1

Canada 2015